# Rap Việt
Rap Việt là một chương trình truyền hình tìm kiếm tài năng về dòng nhạc rap do công ty Vie Channel (thuộc DatVietVAC) sản xuất, dựa trên chương trình The Rapper của Workpoint TV. Chương trình được phát sóng trên kênh HTV2 - Vie Channel, kênh Vie Giải Trí và ứng dụng VieON vào lúc 20 giờ thứ 7 hàng tuần, từ ngày 1 tháng 8 năm 2020.

## Định dạng
Góp mặt xuyên suốt quá trình diễn ra cuộc thi là các vị huấn luyện viên, các giám khảo và MC. Ngoài ra, còn có sự giúp đỡ đặc biệt cho các thí sinh đến từ những ca sĩ hỗ trợ, các đơn vị sản xuất bản phối, các vũ đoàn, cùng với một số ca sĩ, nhạc sĩ hỗ trợ được HLV hoặc thí sinh mời đến.
Qua mỗi mùa phát sóng, chương trình đã có những thay đổi về thể thức của các vòng thi. Dưới đây là thể thức của chương trình kể từ mùa 4.

### Vòng chinh phục[4]
Thí sinh dự thi sẽ tự chọn một ý tưởng hoặc sản phẩm trong văn hóa đại chúng để làm lại bằng lời rap của mình và chinh phục những huấn luyện viên. Các huấn luyện viên sẽ lựa chọn thí sinh có tiềm năng và phù hợp với mình về đội bằng cách kích hoạt bàn đạp ngay trước ghế nóng. Kết thúc phần thi của thí sinh, các khán giả có mặt tại trường quay sẽ tham gia bình chọn; lựa chọn của các huấn luyện viên chỉ được công nhận nếu thí sinh đó nhận được tối thiểu 50% số phiếu bình chọn từ khán giả.
Trong trường hợp có từ hai huấn luyện viên trở lên cùng chọn một thí sinh, ban giám khảo sẽ quyết định đưa thí sinh về với đội của vị huấn luyện viên mà họ cảm thấy phù hợp. Khi các giám khảo bất đồng quan điểm về việc chọn thí sinh vào đội nào, thí sinh sẽ là người quyết định cuối cùng.
Cả bốn huấn luyện viên đều sẽ có ba quyền ưu tiên đặc biệt như sau:
- Nón vàng: khi một huấn luyện viên cảm thấy đặc biệt yêu thích một thí sinh nào đó và không muốn quyền quyết định rơi vào tay ban giám khảo, họ có thể ném chiếc nón màu vàng đặt cạnh ghế của mình lên sân khấu. Nếu chỉ có một huấn luyện viên ném nón vàng, thí sinh sẽ thuộc về đội của huấn luyện viên đó. Nếu có từ hai huấn luyện viên trở lên dùng quyền này thành công, thí sinh sẽ là người quyết định cuối cùng. Mỗi huấn luyện viên chỉ được phép dùng quyền ưu tiên này 1 lần, nếu đã sử dụng thành công thì quyền nón vàng sẽ không còn sử dụng được nữa.

- Khoá vàng: Mỗi huấn luyện viên có một quyền "khoá vàng", và chỉ có hiệu lực khi đã đạp chọn. Chỉ có huấn luyện viên gạt cần nhanh nhất mới được sử dụng khoá vàng để đeo cho một huấn luyện viên mà họ cảm thấy đó là "mối nguy hiểm". Huấn luyện viên bị đeo khoá vàng sẽ không được tranh luận cũng như sử dụng nón vàng để giành thí sinh.
- Lựa chọn đầu tiên (First Choice): Mỗi huấn luyện viên có một quyền "First Choice" để chọn thí sinh về đội mình trước vòng chính phục, trong đó cả bốn huấn luyện viên đều được xem bài thi của thí sinh ở vòng tuyển chọn. Các huấn luyện viên không biết được lựa chọn của nhau, và thí sinh cũng không biết được mình là lựa chọn đầu tiên của huấn luyện viên nào. Khi có huấn luyện viên được thông báo đã dùng quyền "First Choice", các quyền nón vàng và khóa vàng sẽ không có tác dụng đối với thí sinh đó.

Kết thúc vòng chinh phục, các huấn luyện viên sẽ phải tạo thành một đội hình với 8 thí sinh để đi tiếp vào vòng trong.

### Vòng đối đầu
Các huấn luyện viên tiến hành bắt cặp các thi sinh (không bao gồm thí sinh đã biểu diễn trong vòng đó rồi được huấn luyện viên đó cứu) trong đội thành từng cặp đối đầu, mỗi cặp sẽ được cùng sáng tác và biểu diễn cùng một tiết mục theo chủ đề mà huấn luyện viên đưa ra. 
Sau tiết mục đối đầu, ban giám khảo sẽ chọn ra thí sinh thắng trận để đi tiếp. Nếu ban giám khảo bất đồng quan điểm, quyền quyết định sẽ thuộc về huấn luyện viên. Điều này đôi khi có thể gây ra tranh cãi nhưng nó dựa trên sự nhận định chuyên môn về tính khách quan của giám khảo một cách công tâm để đưa ra một kết quả phù hợp với mọi người
Những thí sinh thua trận sẽ thi đấu trong trận giải cứu, theo đó mỗi thí sinh sẽ chọn một trong hai nhạc nền đã được chuẩn bị sẵn để sáng tác và trình diễn tại chỗ theo đề tài mà huấn luyện viên đưa ra, từ đây huấn luyện viên sẽ chọn thêm một thí sinh duy nhất để đi tiếp. Quyền nón vàng tiếp tục được áp dụng theo cách thức của vòng trước để cứu một thí sinh thua trận từ đội khác (không được dùng để cứu thí sinh của đội mình).
Kết thúc vòng đối đầu, các huấn luyện viên sẽ còn lại 6 thí sinh, gồm 5 thí sinh được đi tiếp và một thí sinh được cứu từ huấn luyện viên khác bằng nón vàng.

### Vòng bứt phá
24 thí sinh còn lại được chia thành 6 bảng đấu, mỗi bảng gồm 4 thí sinh từ 4 đội khác nhau. Các thí sinh sáng tác và trình bày tác phẩm của mình theo đề tài được đưa ra. Khi cả bốn thí sinh hoàn thành tiết mục trong bảng đấu, ban giám khảo và các huấn luyện viên sẽ bình chọn để tìm ra người chiến thắng trong bảng đấu (các huấn luyện viên không được bình chọn cho thí sinh đội mình).
Kết thúc cả 6 bảng đấu, mỗi giám khảo sẽ sử dụng chiếc nón vàng để trao cho một trong số các thí sinh bị loại từ tất cả các bảng mà họ cho rằng là xứng đáng để bước tiếp vào vòng Chung kết. Như vậy sau vòng này, tổng cộng có 9 thí sinh (6 người chiến thắng từ 6 bảng và 3 thí sinh được cứu bởi nón vàng của hai giám khảo) sẽ được bước tiếp vào vòng Chung kết.
Ngoài ra tại mùa 4, mỗi huấn luyện viên và giám khảo sẽ nhận được 1 lá phiếu để ghi tên 1 thí sinh mà họ cho là xứng đáng để đi tiếp vào vòng trong (các huấn luyện viên không được bình chọn cho thí sinh của mình). Thí sinh nhận được từ 2 phiếu trở lên sẽ lọt vào vòng Chung kết. Trường hợp các huấn luyện viên và giám khảo không viết trùng tên lẫn nhau (có nghĩa là mỗi thí sinh chỉ nhận được 1 phiếu) thì vị trí này sẽ bị hủy bỏ, đồng nghĩa với việc những thí sinh chỉ nhận được 1 phiếu hoặc không nhận được phiếu nào sẽ bị loại.
Trường hợp có hai thí sinh trở lên có cùng số phiếu bình chọn cao nhất, mỗi người sẽ chọn cho mình một trong hai đoạn beat (với 8 khuông nhạc) và trình diễn ngay lập tức trong cùng một chủ đề mà giám khảo đưa ra để quyết định ai là người chiến thắng cuối cùng.

### Vòng chung kết
9 thí sinh còn lại sẽ phải tham gia vào cuộc đấu cuối cùng. Mỗi thí sinh sẽ sáng tác và trình diễn solo ở đêm đầu tiên, sau đó kết hợp với huấn luyện viên và giám khảo trong đêm thứ hai.
Khán giả có thể bình chọn thí sinh mà họ mong muốn trở thành người chiến thắng thông qua ứng dụng VieON. Kết quả chung cuộc được tính trên số  phiếu bình chọn của khán giả (60%) và số điểm của các huấn luyện viên và giám khảo (40%). Huấn luyện viên sẽ được tính 1 phiếu khi bình chọn cho thí sinh của mình và 2 phiếu khi bình chọn cho thí sinh đội khác. Vào đêm gala trao giải (được truyền hình trực tiếp), thí sinh có kết quả cao nhất sẽ trở thành quán quân và được nhận giải thưởng bao gồm một cúp vàng có logo của chương trình, tiền mặt và các vật phẩm giá trị khác.

## Phát sóng
Các tập của chương trình được phát sóng vào lúc 20 giờ thứ 7 hàng tuần trên HTV2 - Vie Channel, VTVCab 1, Vie Giải Trí, ứng dụng VieON, và 21 giờ 30 phút cùng ngày trên kênh YouTube HTV2 - Vie Channel. Riêng đêm chung kết và trao giải được truyền hình trực tiếp từ 20 giờ trên tất cả các nền tảng.

## Tổng quan các mùa
| Mùa | Mùa | Số tập | Số tập | Phát sóng gốc        | Phát sóng gốc        |
| Mùa | Mùa | Số tập | Số tập | Phát sóng lần đầu    | Phát sóng lần cuối   |
| --- | --- | ------ | ------ | -------------------- | -------------------- |
|     | 1   | 16     | 16     | 1 tháng 8 năm 2020   | 14 tháng 11 năm 2020 |
|     | 2   | 16     | 16     | 16 tháng 10 năm 2021 | 26 tháng 1 năm 2022  |
|     | 3   | 16     | 16     | 27 tháng 5 năm 2023  | 9 tháng 9 năm 2023   |
|     | 4   | 15     | 15     | 21 tháng 9 năm 2024  | 14 tháng 12 năm 2024 |

## Huấn luyện viên và giám khảo

### Huấn luyện viên
| Huấn luyện viên   | Mùa | Mùa | Mùa | Mùa |
| Huấn luyện viên   | 1   | 2   | 3   | 4   |
| ----------------- | --- | --- | --- | --- |
| Wowy              | ✔️  | ✔️  | ✖   | ✖   |
| Karik             | ✔️  | ✔️  | ✖   | ✔️  |
| Suboi             | ✔️  | ✖   | ✖   | ✔️  |
| Binz              | ✔️  | ✔️  | ✖   | ✖   |
| Rhymastic         | ✖   | ✔️  | ✖   | ✖   |
| B Ray             | ✖   | ✖   | ✔️  | ✔️  |
| BigDaddy          | ✖   | ✖   | ✔️  | ✔️  |
| Andree Right Hand | ✖   | ✖   | ✔️  | ✖   |
| Thái VG           | ✖   | ✖   | ✔️  | ✖   |

### Giám khảo
| Giám khảo | Mùa | Mùa | Mùa | Mùa |
| Giám khảo | 1   | 2   | 3   | 4   |
| --------- | --- | --- | --- | --- |
| Rhymastic | ✔️  | ✖   | ✖   | ✖   |
| JustaTee  | ✔️  | ✔️  | ✔️  | ✔️  |
| LK        | ✖   | ✔️  | ✖   | ✖   |
| Karik     | ✖   | ✖   | ✔️  | ✖   |
| Suboi     | ✖   | ✖   | ✔️  | ✖   |
| Thái VG   | ✖   | ✖   | ✖   | ✔️  |

### Người hỗ trợ

#### Mùa 1
| Nhân vật/Tổ chức          | Vị trí                  |
| ------------------------- | ----------------------- |
| Trấn Thành                | Dẫn chương trình        |
| Mie                       | DJ                      |
| SpaceSpeakers Annam Label | Sản xuất bản phối       |
| Bước Nhảy                 | Vũ đoàn                 |
| Kim Dung (VĐ Bước Nhảy)   | Ring Girl               |
| Mia                       | Ca sĩ (ban nhạc) hỗ trợ |
| Anh Tú                    | Ca sĩ (ban nhạc) hỗ trợ |
| Lưu Hiền Trinh            | Ca sĩ (ban nhạc) hỗ trợ |
| Trần Tùng Anh             | Ca sĩ (ban nhạc) hỗ trợ |
| Evy                       | Ca sĩ (ban nhạc) hỗ trợ |
| Kim Chi Sun               | Ca sĩ (ban nhạc) hỗ trợ |
| Xbizz Kid                 | Ca sĩ (ban nhạc) hỗ trợ |
| Saigon Peachez            | Ca sĩ (ban nhạc) hỗ trợ |
| Last Fire Crew            | Ca sĩ (ban nhạc) hỗ trợ |
| Joker Rock                | Ca sĩ (ban nhạc) hỗ trợ |

#### Mùa 2
| Nhân vật/Tổ chức     | Vị trí                  |
| -------------------- | ----------------------- |
| Trấn Thành           | Dẫn chương trình        |
| Mie                  | DJ                      |
| SpaceSpeakers        | Sản xuất bản phối       |
| Bước Nhảy            | Vũ đoàn                 |
| Ciin Bùi Thảo Ly     | Ring Girl               |
| Xuân Thảo & Đình Lộc | Vũ công hỗ trợ          |
| Huỳnh Tú             | Ca sĩ (ban nhạc) hỗ trợ |
| Sofia                | Ca sĩ (ban nhạc) hỗ trợ |
| Andiez               | Ca sĩ (ban nhạc) hỗ trợ |
| Phạm Anh Duy         | Ca sĩ (ban nhạc) hỗ trợ |
| Anh Tú               | Ca sĩ (ban nhạc) hỗ trợ |
| Đinh Tuấn Khanh      | Ca sĩ (ban nhạc) hỗ trợ |
| Vũ Phụng Tiên        | Ca sĩ (ban nhạc) hỗ trợ |
| Orange               | Ca sĩ (ban nhạc) hỗ trợ |
| Lyly                 | Ca sĩ (ban nhạc) hỗ trợ |

#### Mùa 3
| Nhân vật/Tổ chức            | Vị trí                  |
| --------------------------- | ----------------------- |
| Trấn Thành                  | Dẫn chương trình        |
| WUKONG                      | DJ                      |
| Bước Nhảy                   | Vũ đoàn (nhóm nhảy)     |
| S4 Crew Vietnam             | Vũ đoàn (nhóm nhảy)     |
| Pu Xi Pao                   | Vũ đoàn (nhóm nhảy)     |
| Kallus                      | Vũ đoàn (nhóm nhảy)     |
| Haus Of Valentien           | Vũ đoàn (nhóm nhảy)     |
| Black Jack Waaking Team     | Vũ đoàn (nhóm nhảy)     |
| Tàu Bay Nhanh               | Vũ đoàn (nhóm nhảy)     |
| Lan Nhi                     | Biên đạo (trợ diễn)     |
| Đức Hùng                    | Biên đạo (trợ diễn)     |
| Lê Hoàng Nga My             | Biên đạo (trợ diễn)     |
| Phùng Minh Cương            | Biên đạo (trợ diễn)     |
| Lộ Lộ                       | Biên đạo (trợ diễn)     |
| Sơn Lương                   | Biên đạo (trợ diễn)     |
| Tấn Huy                     | Biên đạo (trợ diễn)     |
| Như Mỹ, Pháp Kiều           | Ring Girl               |
| 2Pillz                      | Sản xuất bản phối       |
| wokeup                      | Sản xuất bản phối       |
| Machiot                     | Sản xuất bản phối       |
| DươngK                      | Sản xuất bản phối       |
| NVM                         | Sản xuất bản phối       |
| Masew                       | Sản xuất bản phối       |
| NhatNguyen                  | Sản xuất bản phối       |
| Jase                        | Sản xuất bản phối       |
| Hipz                        | Sản xuất bản phối       |
| Myomouse                    | Sản xuất bản phối       |
| Kewtiie                     | Sản xuất bản phối       |
| Kriss Ngo                   | Sản xuất bản phối       |
| Tổng Đài Production         | Sản xuất bản phối       |
| Larria                      | Sản xuất bản phối       |
| Tamke                       | Sản xuất bản phối       |
| Dreamble                    | Sản xuất bản phối       |
| Raijin Kitano               | Sản xuất bản phối       |
| SKULZ                       | Sản xuất bản phối       |
| THO Beat                    | Sản xuất bản phối       |
| Thái Sơn Beatbox            | Sản xuất bản phối       |
| PINERADISE                  | Sản xuất bản phối       |
| Feliks Alvin                | Sản xuất bản phối       |
| Tech9                       | Sản xuất bản phối       |
| Anh Tú                      | Ca sĩ (ban nhạc) hỗ trợ |
| Vũ Thảo My                  | Ca sĩ (ban nhạc) hỗ trợ |
| Evy                         | Ca sĩ (ban nhạc) hỗ trợ |
| Ngô Lan Hương               | Ca sĩ (ban nhạc) hỗ trợ |
| Kymleez (Tích Kỳ)           | Ca sĩ (ban nhạc) hỗ trợ |
| Đặng Thái Bình              | Ca sĩ (ban nhạc) hỗ trợ |
| Bon Nghiêm                  | Ca sĩ (ban nhạc) hỗ trợ |
| Mây Bae                     | Ca sĩ (ban nhạc) hỗ trợ |
| Cao Bá Hưng                 | Ca sĩ (ban nhạc) hỗ trợ |
| Wxrdie                      | Ca sĩ (ban nhạc) hỗ trợ |
| Hieuthuhai                  | Ca sĩ (ban nhạc) hỗ trợ |
| Phạm Ngọc Hà                | Ca sĩ (ban nhạc) hỗ trợ |
| Ngắn                        | Ca sĩ (ban nhạc) hỗ trợ |
| Lý Anh Khoa                 | Ca sĩ (ban nhạc) hỗ trợ |
| Tiêu Minh Phụng             | Ca sĩ (ban nhạc) hỗ trợ |
| Hoàng Tôn                   | Ca sĩ (ban nhạc) hỗ trợ |
| Dương Hoàng Yến             | Ca sĩ (ban nhạc) hỗ trợ |
| Thái Sơn Beatbox            | Ca sĩ (ban nhạc) hỗ trợ |
| Lil' Wuyn                   | Ca sĩ (ban nhạc) hỗ trợ |
| Myra Trần                   | Ca sĩ (ban nhạc) hỗ trợ |
| Bùi Công Nam                | Ca sĩ (ban nhạc) hỗ trợ |
| Sofia                       | Ca sĩ (ban nhạc) hỗ trợ |
| Captain                     | Ca sĩ (ban nhạc) hỗ trợ |
| Đạt G                       | Ca sĩ (ban nhạc) hỗ trợ |
| Hà Trà Đá                   | Ca sĩ (ban nhạc) hỗ trợ |
| Nguyễn Minh Triết           | Ca sĩ (ban nhạc) hỗ trợ |
| Võ Công Phương              | Ca sĩ (ban nhạc) hỗ trợ |
| Tân Tian                    | Ca sĩ (ban nhạc) hỗ trợ |
| High Power Drumline Vietnam | Ca sĩ (ban nhạc) hỗ trợ |

#### Mùa 4
| Nhân vật/Tổ chức           | Vị trí                        |
| -------------------------- | ----------------------------- |
| Trấn Thành                 | Dẫn chương trình              |
| The Hotel Lobby            | DJ                            |
| Hoa Xù                     | Ring Girl                     |
| Lan Nhi                    | Biên đạo (trợ diễn, minh họa) |
| Vịt Đen                    | Biên đạo (trợ diễn, minh họa) |
| KYY                        | Biên đạo (trợ diễn, minh họa) |
| Kaden                      | Biên đạo (trợ diễn, minh họa) |
| Lê Vinh                    | Biên đạo (trợ diễn, minh họa) |
| Small Tiger                | Biên đạo (trợ diễn, minh họa) |
| ENV                        | Biên đạo (trợ diễn, minh họa) |
| Bé Duy Khôi                | Biên đạo (trợ diễn, minh họa) |
| Meo Meo                    | Biên đạo (trợ diễn, minh họa) |
| Vũ Điệu                    | Biên đạo (trợ diễn, minh họa) |
| Tùng Hades                 | Biên đạo (trợ diễn, minh họa) |
| Mie                        | Biên đạo (trợ diễn, minh họa) |
| Đăng Quân                  | Biên đạo (trợ diễn, minh họa) |
| Tường Milo                 | Biên đạo (trợ diễn, minh họa) |
| SpaceX                     | Vũ đoàn (nhóm nhảy, ban nhạc) |
| Hanoi XGirls               | Vũ đoàn (nhóm nhảy, ban nhạc) |
| Oh Dance Team              | Vũ đoàn (nhóm nhảy, ban nhạc) |
| T-Rex                      | Vũ đoàn (nhóm nhảy, ban nhạc) |
| Arteam                     | Vũ đoàn (nhóm nhảy, ban nhạc) |
| Bước Nhảy                  | Vũ đoàn (nhóm nhảy, ban nhạc) |
| OS Crew                    | Vũ đoàn (nhóm nhảy, ban nhạc) |
| Neol Band                  | Vũ đoàn (nhóm nhảy, ban nhạc) |
| Hà Trà Đá (Guitar)         | Hỗ trợ đàn, kèn               |
| Tân Titan (Violin)         | Hỗ trợ đàn, kèn               |
| Nguyễn Chí Thành (Đàn bầu) | Hỗ trợ đàn, kèn               |
| Nguyễn Nghiệp (Đàn nguyệt) | Hỗ trợ đàn, kèn               |
| Lê Toàn (Saxophone)        |                               |
| Vĩnh Xương Phương (Guitar) |                               |
| TINLE                      | Sản xuất bản phối             |
| Pixel Neko                 | Sản xuất bản phối             |
| Masew                      | Sản xuất bản phối             |
| DuongK                     | Sản xuất bản phối             |
| Nhật Nguyễn                | Sản xuất bản phối             |
| Jase                       | Sản xuất bản phối             |
| Tổng Đài Production        | Sản xuất bản phối             |
| Gxxfy                      | Sản xuất bản phối             |
| Tuann                      | Sản xuất bản phối             |
| KADO                       | Sản xuất bản phối             |
| Machiot                    | Sản xuất bản phối             |
| FU HIEN                    | Sản xuất bản phối             |
| Drybone                    | Sản xuất bản phối             |
| Hưng Đoàn                  | Sản xuất bản phối             |
| Hipz                       | Sản xuất bản phối             |
| Feliks Alvin               | Sản xuất bản phối             |
| DONAL                      | Sản xuất bản phối             |
| Minsicko                   | Sản xuất bản phối             |
| Dreamble                   | Sản xuất bản phối             |
| Smokele                    | Sản xuất bản phối             |
| Slime7                     | Sản xuất bản phối             |
| no friends no enemies      | Sản xuất bản phối             |
| Marlykid                   | Sản xuất bản phối             |
| Dbaola                     | Sản xuất bản phối             |
| Husze                      | Sản xuất bản phối             |
| Fowlex Snowz               | Sản xuất bản phối             |
| Darrys.                    | Sản xuất bản phối             |
| D.A                        | Sản xuất bản phối             |
| Pháp Kiều                  | Ca sĩ (rapper) hỗ trợ         |
| Dương Domic                | Ca sĩ (rapper) hỗ trợ         |
| Ali Hoàng Dương            | Ca sĩ (rapper) hỗ trợ         |
| Đặng Thái Bình             | Ca sĩ (rapper) hỗ trợ         |
| Lương Bích Hữu             | Ca sĩ (rapper) hỗ trợ         |
| Vũ Thảo My                 | Ca sĩ (rapper) hỗ trợ         |
| Lâm Bảo Ngọc               | Ca sĩ (rapper) hỗ trợ         |
| Phạm Anh Duy               | Ca sĩ (rapper) hỗ trợ         |
| Captain                    | Ca sĩ (rapper) hỗ trợ         |
| Orange                     | Ca sĩ (rapper) hỗ trợ         |
| 52Hz                       | Ca sĩ (rapper) hỗ trợ         |
| Vũ Phụng Tiên              | Ca sĩ (rapper) hỗ trợ         |
| Hải Bột                    | Ca sĩ (rapper) hỗ trợ         |
| Long Nón Lá                | Ca sĩ (rapper) hỗ trợ         |
| MAYonair                   | Ca sĩ (rapper) hỗ trợ         |
| Left Hand                  | Ca sĩ (rapper) hỗ trợ         |
| Thùy Chi                   | Ca sĩ (rapper) hỗ trợ         |
| JSOL                       | Ca sĩ (rapper) hỗ trợ         |
| Rhyder                     | Ca sĩ (rapper) hỗ trợ         |
| Young Puppy                | Ca sĩ (rapper) hỗ trợ         |

## Các thí sinh bước vào trận chung kết

### Mùa 1
| Thứ hạng | Thí sinh   | Huấn luyện viên | Kết quả                     |
| -------- | ---------- | --------------- | --------------------------- |
| 1        | Dế Choắt   | Wowy            | Quán quân                   |
| 2        | GDucky     | Karik           | Á quân                      |
| 3-8      | MCK        | Karik           | Ấn tượng Chung kết Rap Việt |
| 3-8      | Ricky Star | Karik           | Ấn tượng Chung kết Rap Việt |
| 3-8      | tlinh      | Suboi           | Ấn tượng Chung kết Rap Việt |
| 3-8      | Lăng LD    | Wowy            | Ấn tượng Chung kết Rap Việt |
| 3-8      | Gonzo      | Binz            | Ấn tượng Chung kết Rap Việt |
| 3-8      | Thành Draw | Binz            | Ấn tượng Chung kết Rap Việt |

### Mùa 2
| Thứ hạng | Thí sinh  | Huấn luyện viên | Kết quả   |
| -------- | --------- | --------------- | --------- |
| 1        | Seachains | Karik           | Quán quân |
| 2        | Blacka    | Wowy            | Á quân    |
| 3        | B-Wine    | Rhymastic       | Hạng ba   |
| 4-8      | DLow      | Karik           | Top 8     |
| 4-8      | Hoàng Anh | Wowy            | Top 8     |
| 4-8      | Lil' Wuyn | Rhymastic       | Top 8     |
| 4-8      | Vsoul     | Rhymastic       | Top 8     |
| 4-8      | Kellie    | Binz            | Top 8     |

### Mùa 3
| Thứ hạng | Thí sinh  | Huấn luyện viên   | Kết quả   |
| -------- | --------- | ----------------- | --------- |
| 1        | Double2T  | BigDaddy          | Quán quân |
| 2        | 24K.Right | B Ray             | Á quân    |
| 3        | Liu Grace | Thái VG           | Hạng ba   |
| 4-5      | Công Hiếu | B Ray             | Top 5     |
| 4-5      | Pháp Kiều | BigDaddy          | Top 5     |
| 6-9      | Tez       | BigDaddy          | Top 9     |
| 6-9      | Mikelodic | Thái VG           | Top 9     |
| 6-9      | Rhyder    | Andree Right Hand | Top 9     |
| 6-9      | SMO       | Andree Right Hand | Top 9     |

### Mùa 4
| Thứ hạng   | Thí sinh   | Huấn luyện viên | Kết quả     |
| ---------- | ---------- | --------------- | ----------- |
| 1          | Robber     | B Ray           | Quán quân   |
| 2          | Gill       | B Ray           | Á quân      |
| 3          | MANBO      | Karik           | Hạng ba     |
| 4–7        | 7dnight    | BigDaddy        | Đồng hạng 4 |
| 4–7        | DANMY      | Karik           | Đồng hạng 4 |
| 4–7        | CoolKid    | B Ray           | Đồng hạng 4 |
| 4–7        | Saabirose  | Suboi           | Đồng hạng 4 |
| Dangrangto | Dangrangto | BigDaddy        | Rút lui     |
| Queen B    | Queen B    | Karik           | Rút lui     |

## Các mùa phát sóng
- Các rapper có tên được in đậm là quán quân của mùa đó.

### Mùa 1
Mùa đầu tiên của chương trình được phát sóng từ ngày 1 tháng 8 năm 2020 đến ngày 14 tháng 11 năm 2020. Các thí sinh mùa này bao gồm:
| Các vòng thi    | Các vòng thi    | Các thí sinh                                                          | Các thí sinh                                                                         | Các thí sinh                                                    | Các thí sinh                                               |
| Các vòng thi    | Các vòng thi    | Đội Suboi                                                             | Đội Binz                                                                             | Đội Karik                                                       | Đội Wowy                                                   |
| --------------- | --------------- | --------------------------------------------------------------------- | ------------------------------------------------------------------------------------ | --------------------------------------------------------------- | ---------------------------------------------------------- |
| Vòng chung kết  | Vòng chung kết  | tlinh                                                                 | Thành Draw, Gonzo                                                                    | GDucky, MCK, Ricky Star                                         | Dế Choắt, Lăng LD                                          |
| Vòng bứt phá    | Được cứu        | tlinh (JustaTee cứu bằng nón vàng)                                    |                                                                                      |                                                                 | Lăng LD (Rhymastic cứu bằng nón vàng)                      |
| Vòng bứt phá    | Bị loại         | AK49, R.I.C, Tage, LoR, Đạt Dope                                      | RTee, Hành Or, Yuno Bigboi, 16 Typh                                                  | Duy Andy, Hydra, Gill                                           | Jbee7, Tez, F, Tony D.                                     |
| Vòng đối đầu    | Được cứu        | AK49, R.I.C (đội Wowy)                                                | Gonzo, Yuno Bigboi (đội Karik)                                                       | Duy Andy, Ricky Star (đội Binz)                                 | Jbee7, Tez (đội Karik)                                     |
| Vòng đối đầu    | Bị loại         | Gừng, Bad BZ, Kuboss, Hà Quốc Hoàng                                   | Lil'Cell, Mac Junior, Lee Boo                                                        | Nul, Yang                                                       | B:OKEH, VVSIX                                              |
| Vòng chinh phục | Vòng chinh phục | tlinh, Hà Quốc Hoàng, AK49, Kuboss, LoR, Gừng, Tage, Đạt Dope, Bad BZ | Gonzo, Thành Draw, RTee, Ricky Star, Hành Or, Mac Junior, Lil Cell, Lee Boo, 16 Typh | GDucky, Tez, Hydra, Nul, MCK, Duy Andy, Yang, Yuno Bigboi, Gill | Dế Choắt, B:OKEH, F, R.I.C, Lăng LD, Jbee7, Tony D., VVSIX |

### Mùa 2
Mùa thứ hai của chương trình được phát sóng từ ngày 16 tháng 10 năm 2021 đến 26 tháng 1 năm 2022. Các thí sinh mùa này bao gồm:
| Các vòng thi    | Các vòng thi    | Đội Wowy                                                                              | Đội Karik                                                                 | Đội Binz                                                                       | Đội Rhymastic                                                      |
| --------------- | --------------- | ------------------------------------------------------------------------------------- | ------------------------------------------------------------------------- | ------------------------------------------------------------------------------ | ------------------------------------------------------------------ |
| Vòng chung kết  | Vòng chung kết  | Blacka, Hoàng Anh                                                                     | DLow, Seachains                                                           | Kellie                                                                         | B-Wine, VSoul, Lil'Wuyn                                            |
| Vòng bứt phá    | Được cứu        | Hoàng Anh (JustaTee cứu bằng nón vàng)                                                |                                                                           |                                                                                | Lil'Wuyn (LK cứu bằng nón vàng)                                    |
| Vòng bứt phá    | Bị loại         | Pjpo, J Jade, Free, 6a6y 9ang                                                         | Xám, Coldzy, Freaky, Sidie                                                | Sol7, Obito, Shanhao, $A Milo, Im Possible                                     | T.C, Pretty XIX, 16 BrT                                            |
| Vòng đối đầu    | Được cứu        | Free, Pjpo (đội Binz)                                                                 | Sidie, DLow (đội Rhymastic)                                               | Im Possible, Shanhao (đội Karik)                                               | VSoul, Pretty XIX (đội Binz)                                       |
| Vòng đối đầu    | Bị loại         | Arthur, Phaos, Night T, Lập Nguyên, T.B.O                                             | 2Can, Mai Âm Nhạc, Killic                                                 | Dkid, V#, Cà Nâu                                                               | Mai Ngô, TDO Kwan, RAF                                             |
| Vòng chinh phục | Vòng chinh phục | Night T, Blacka, J Jade, Arthur, Lập Nguyên, Phaos, Free, T.B.O, Hoàng Anh, 6a6y 9ang | Mai Âm Nhạc, Killic, 2Can, Xám, Sidie, Coldzy, Freaky, Seachains, Shanhao | Cà Nâu, D.Kid, Pretty XIX, Sol7, Im Possible, Pjpo, V#, $A Milo, Obito, Kellie | 16 BrT, Mai Ngô, VSoul, B-Wine, T.C, RAF, DLow, Lil'Wuyn, TDO Kwan |

### Mùa 3
Mùa thứ ba của chương trình được phát sóng từ ngày 27 tháng 5 năm 2023 đến 9 tháng 9 năm 2023. Các thí sinh mùa này bao gồm:
| Các vòng thi    | Các vòng thi    | Đội BigDaddy                                                               | Đội Andree Right Hand                                                      | Đội B Ray                                                                   | Đội Thái VG                                                          |
| --------------- | --------------- | -------------------------------------------------------------------------- | -------------------------------------------------------------------------- | --------------------------------------------------------------------------- | -------------------------------------------------------------------- |
| Vòng chung kết  | Vòng chung kết  | Tez, Pháp Kiều, Double2T                                                   | Rhyder, SMO                                                                | 24K.Right, Công Hiếu                                                        | Liu Grace, Mikelodic                                                 |
| Vòng bứt phá    | Được cứu        | Pháp Kiều (Suboi cứu bằng nón vàng), Double2T (JustaTee cứu bằng nón vàng) | SMO (Karik cứu bằng nón vàng)                                              |                                                                             |                                                                      |
| Vòng bứt phá    | Bị loại         | HURRYKNG, OgeNus, gung0cay                                                 | Minh Lai, Strange H, Hydra, Richie D.Icy                                   | DT Tập Rap, LoR, DLow, Captain                                              | Voltak, Long Nón Lá, Yuno Bigboi, Tọi                                |
| Vòng đối đầu    | Được cứu        | gung0cay, Double2T (đội B Ray)                                             | Richie D.Icy, Hydra (đội Thái VG)                                          | DT Tập Rap, DLow (đội Andree)                                               | Long Nón Lá, Yuno Bigboi (đội B Ray)                                 |
| Vòng đối đầu    | Bị loại         | IndieK, Limitlxss, Snoopdee                                                | Shorty Thang, Dubbie                                                       | UMIE                                                                        | Wavy, Cadmium                                                        |
| Vòng chinh phục | Vòng chinh phục | Pháp Kiều, gung0cay, HURRYKNG, OgeNus, IndieK, Tez, Limitlxss, Snoopdee    | Rhyder, Dubbie, Strange H, Richie D.Icy, Minh Lai, DLow, Shorty Thang, SMO | Captain, Yuno Bigboi, DT Tập Rap, 24K.Right, Công Hiếu, LoR, Umie, Double2T | Voltak, Cadmium, Mikelodic, Long Nón Lá, Liu Grace, Hydra, Tọi, wAvy |

### Mùa 4
Mùa thứ tư của chương trình được phát sóng vào 21 tháng 9 năm 2024 đến 14 tháng 12 năm 2024. Các thí sinh mùa này bao gồm:
| Các vòng thi    | Các vòng thi    | Đội Suboi                                                                      | Đội Karik                                                               | Đội BigDaddy                                                                          | Đội B Ray                                                                               |
| --------------- | --------------- | ------------------------------------------------------------------------------ | ----------------------------------------------------------------------- | ------------------------------------------------------------------------------------- | --------------------------------------------------------------------------------------- |
| Vòng chung kết  | Vòng chung kết  | Saabirose                                                                      | DANMY, MANBO, Queen B (rút lui)                                         | 7dnight, Dangrangto (rút lui)                                                         | Gill, CoolKid, Robber                                                                   |
| Vòng bứt phá    | Được cứu        | Saabirose (Thái VG cứu bằng nón vàng)                                          | MANBO (JustaTee cứu bằng nón vàng)                                      |                                                                                       | CoolKid (Được cứu bởi các lượt bình chọn của HLV và BGK (bình chọn của Suboi và Karik)) |
| Vòng bứt phá    | Bị loại         | Willistic, Coldzy, V High, Shayda, Dacia                                       | Mason Nguyễn, Lower, Billy100                                           | V#, Nhật Hoàng, $A Lil Van, Quân Lee                                                  | Ngắn, RamC, Tiêu Minh Phụng                                                             |
| Vòng đối đầu    | Được cứu        | V High, Coldzy (team BigDaddy)                                                 | Billy100, Queen B (team Suboi)                                          | Nhật Hoàng, V# (team Karik)                                                           | Ngắn, Tiêu Minh Phụng (team Karik)                                                      |
| Vòng đối đầu    | Bị loại         | YP, Gnob                                                                       | Dablo                                                                   | An Roy$8386, Left Hand                                                                | Young Puppy, ICY Famou$, Vlary                                                          |
| Vòng chinh phục | Vòng chinh phục | Shayda, Willistic, V High, Saabirose, Dacia, Queen B, YP, Gnob (được hồi sinh) | Tiêu Minh Phụng, Dablo, MANBO, Lower, Mason Nguyễn, V#, DANMY, Billy100 | 7dnight, Left Hand, An Roy$8386, Quân Lee, $A Lil Van, Coldzy, Dangrangto, Nhật Hoàng | RamC, Young Puppy, Gill, Ngắn, Vlary, ICY Famou$, Robber, CoolKid                       |

## Đón nhận
Mùa 1:
Tại thời điểm ra mắt, trước thông tin Trấn Thành sẽ dẫn dắt chương trình, nhiều khán giả yêu dòng nhạc rap đã lên tiếng không đồng tình. Nhiều người bày tỏ ý kiến với lí do nam nghệ sĩ có vẻ không phù hợp về mảng này. Rất nhiều khán giả của dòng nhạc rap cho rằng nên mời những người có chuyên môn, có thâm niên hay am hiểu về rap. Nhưng cũng có ý kiến cho rằng, Trấn Thành đã là MC về nhiều lĩnh vực và đều hoàn thành tròn vai. Hơn nữa cái tên này cũng kéo về cho chương trình tỉ suất người xem đáng kể.
Trong lúc cư dân mạng đang "chiến tranh bàn phím" với nhau để xem Trấn Thành có xứng đáng hay không thì ca sĩ Wowy, 1 trong 4 HLV của chương trình bất ngờ lên tiếng bênh vực nam MC khi trả lời bình luận của một khán giả. Wowy cho rằng, vai trò MC của Trấn Thành là hoàn toàn hợp lý. Nếu mời tiếp một người có chuyên môn về rap thì chương trình sẽ trở nên khô cứng, trong khi Trấn Thành lại là người có khả năng dung hòa, kết nối, giúp các thí sinh thoải mái trải lòng hơn.
Mặc dù vậy, ngay từ những tập đầu tiên, chương trình đã nhận được sự chú ý của đông đảo khán giả, từ những người yêu rap nói riêng đến cộng đồng mạng nói chung. Chỉ tính riêng tập 2 (phát sóng ngày 8 tháng 8 năm 2020), chương trình đã nhận được hơn 500.000 lượt xem ngay trong thời điểm công chiếu trên YouTube - con số kỷ lục tại Việt Nam lúc bấy giờ. Chỉ một thời gian ngắn sau, cả hai tập đầu tiên của chương trình trên đã chiếm hai vị trí đầu trong top thịnh hành của YouTube tại Việt Nam. Chưa dừng lại ở đó, tập 3 tiếp tục phá kỷ lục tập 2 với hơn 700.000 lượt xem công chiếu trực tiếp. Các tập phát sóng đều có trên 10 triệu lượt xem và từng lọt vào top thịnh hành của nhiều quốc gia châu Á.
Tuy nhiên, suốt thời gian phát sóng, có những lúc Trấn Thành là tâm điểm chỉ trích của khán giả khi cho rằng anh thường xuyên khóc và khóc quá nhiều, thậm chí còn bị cho là "diễn, giả tạo", dẫn đến việc nam MC phải lên tiếng phân trần.
Đêm chung kết đầu tiên, khán giả đều không hài lòng với sự thiếu bứt phá của các thí sinh, và cho rằng đêm thi giống với một buổi biểu diễn tri ân hơn là trận chung kết. Còn ở đêm chung kết trao giải, đã xuất hiện những lỗi không đáng có. Có thể kể đến như việc rapper Andree trình diễn bài hát có ca từ nhạy cảm, không phù hợp với một số lượng lớn khán giả nhỏ tuổi theo dõi chương trình; liên tục chạy quảng cáo với tần suất dày đặc trong suốt chương trình; lối dẫn dắt dài dòng của Trấn Thành, hay việc tôn vinh quán quân một cách sơ sài, nhạt nhòa, thiếu điểm nhấn. Cũng trong đêm chung kết, MC Trấn Thành còn tuyên bố chương trình đã đạt 1,1 triệu lượt xem cùng lúc và là chương trình "đạt kỷ lục thế giới hiện nay" về số người xem cùng thời điểm (CCU) trên YouTube cho một chương trình truyền hình. Tuy nhiên thông tin này đã được xác nhận là không chính xác.
Sức ảnh hưởng của chương trình không chỉ dừng lại ở tỷ suất người xem. Cũng từ sức hút của Rap Việt, dòng nhạc rap được công chúng biết đến nhiều hơn, thị hiếu âm nhạc của khán giả và những định kiến trước đây về nhạc rap phần nào được thay đổi.
Mùa 2:
Mùa 2 cho thấy được sự đi xuống từ Rap Việt sau mùa 1. Rất nhiều thí sinh mạnh như Pjpo, Obito,... đã phải dừng chân sớm ở Rap Việt. Bên cạnh đó thì có tin đồn khá là căng, cụ thể Sol7 đã xé bản hợp đồng Quán Quân và phải chọn Seachains làm Quán Quân.
Mùa 3:
Tuy có sự đi lền sau mùa 2 nhưng vẫn để lại nhiều sự khó chịu. Đặc biệt là trong tập 2, đã có 3 rapper bị đem ra bàn luận. Đầu tiên là việc Rhyder hát quá nhiều nhưng vẫn được lọt vào vòng chung kết, thứ 2 là Dubbie với câu rap" Luôn nghiêng mình trước người Bác tên Hồ" gây ra nhiều bức xúc, cuối cùng là Megashock khi trình diễn rất tốt nhưng lại bị loại với 48% bình chọn dù cho Thai VG đạp chọn. Ngoài ra là khả năng huấn luyện của Andree Right Hand, tuy có nhiều thí sinh mạnh như SMO, Minh Lai hay Hydra, nhưng khi qua tay anh lại trở nên tệ hơn, điển hình là việc Andree cho Wxrdie vào trong bài Minh Lai khiến nhiều người nghĩ Minh Lai hỗ trợ cho Wxrdie.
Mùa 4:
Đây là mùa giải có nhiều drama nhất cả 4 mùa. Khi có rất nhiều tranh cãi nổ ra. Đầu tiên là việc Shayda không xứng đáng vào vòng trong, khi cô hát quá nhiều nhưng nhận 2 nón vàng và 1 First Choice, tại vòng 2 thì cô hát nhiều hơn YP, đối thủ nhưng vẫn được vào vòng trong dù cho YP rap nhiều hơn. Tiếp theo là việc Rap Việt quá lạm dụng kịch bản, từ việc để Gnob rớt vòng 1 nhưng lại để V High vào vòng trong, cho đến việc Bray quăng nón vàng cho Tiêu Minh Phụng, đã chứng minh rằng Rap Việt quá lạm dụng kịch bản. 

## Giải thưởng và đề cử
| Năm  | Giải thưởng                   | Hạng mục                                         | Đề cử          | Kết quả   | Ghi chú              |
| ---- | ----------------------------- | ------------------------------------------------ | -------------- | --------- | -------------------- |
| 2020 | Giải Mai Vàng                 | Chương trình truyền hình                         | Rap Việt       | Đề cử     | [ 20 ]               |
| 2020 | Giải Mai Vàng                 | Người dẫn chương trình                           | Trấn Thành     | Đề cử     | [ 20 ]               |
| 2020 | WeChoice Awards               | TV Show của năm                                  | Rap Việt       | Đoạt giải | [ 21 ]               |
| 2021 | Giải thưởng Âm nhạc Cống hiến | Nhà sản xuất của năm                             | Hoàng Touliver | Đoạt giải | [ 22 ] [ 23 ] [ 24 ] |
| 2021 | Giải thưởng Âm nhạc Cống hiến | Nghệ sĩ mới của năm                              | DC             | Đoạt giải | [ 22 ] [ 23 ] [ 24 ] |
| 2021 | Giải thưởng Âm nhạc Cống hiến | Chuỗi chương trình của năm                       | Rap Việt       | Đoạt giải | [ 22 ] [ 23 ] [ 24 ] |
| 2023 | Giải Mai Vàng                 | Chương trình trên các nền tảng số và truyền hình | Rap Việt       | Đề cử     | [ 25 ]               |
| 2023 | Giải Mai Vàng                 | Người dẫn chương trình                           | Trấn Thành     | Đề cử     | [ 25 ]               |
| 2023 | WeChoice Awards               | TV Show của năm                                  | Rap Việt       | Đoạt giải | [ 26 ]               |

## Hoạt động bên lề

### All-Star Concert 2021
Rap Việt All-Star Concert là buổi hòa nhạc trực tiếp có sự góp mặt của các huấn luyện viên, ban giám khảo và các thí sinh của chương trình, và cũng là món quà tri ân mà chương trình dành tặng khán giả. Đêm diễn ban đầu dự kiến tổ chức vào ngày 30 tháng 1 năm 2021 tại Trung tâm Hội chợ và Triển lãm Sài Gòn (SECC), quận 7, thành phố Hồ Chí Minh với quy mô 10.000 khán giả, nhưng đã bị lùi lại sang ngày 10 tháng 4 năm 2021 do ảnh hưởng của đại dịch COVID-19.
Sự kiện được phát sóng trên kênh HTV2 - Vie Channel, VTVCab 1 - Vie Giải Trí, ứng dụng VieON vào 20 giờ các ngày 22, 29 tháng 5 và 21 giờ ngày 6 tháng 6 năm 2021 và được phát hành trên kênh YouTube HTV2 - Vie Channel vào 20 giờ các ngày 12, 19 tháng 6 năm 2021.

### All-Star Concert 2023
Tối ngày 12 tháng 8 năm 2023, nhà sản xuất chương trình thông báo tổ chức sự kiện Rap Việt All-Star Concert 2023. Đây là concert thứ hai của chương trình Rap Việt sau thành công của concert đầu tiên vào năm 2021. Concert được tổ chức vào ngày 7 tháng 10 năm 2023 tại Trung tâm Hội chợ và Triển lãm Sài Gòn (SECC), quận 7, thành phố Hồ Chí Minh, chỉ vài tuần sau đêm công bố và trao giải của mùa 3. Theo tiết lộ của ban tổ chức, concert này sẽ không thua kém concert đầu tiên đã từng được tổ chức thành công 2 năm trước.
Sự kiện có sự góp mặt của hơn 200 nghệ sĩ cùng hơn 40 tiết mục của giám khảo, huấn luyện viên và các thí sinh của Rap Việt, với sự tham gia của nhiều nghệ sĩ khách mời, trong đó có Chi Pu. Sự kiện được chiếu lại lúc 20 giờ trên VieON, 21 giờ trên YouTube vào các ngày 28 tháng 10, 11 và 18 tháng 11 năm 2023.